# Lista de bairros de Ponta Grossa
Seguem, os bairros de Ponta Grossa e as suas subdivisões (vilas):
- Boa Vista
  - Califórnia I e II
  - Bairro Senador
  - Jardim Atlanta
  - Jardim Bela Vista
  - Jardim Boa Vista
  - Jardim Esplanada
  - Jardim Eldorado
  - Jardim Jacarandá
  - Jardim Los Angeles
  - Jardim Manacás
  - Jardim Philadelphia
  - Vila Izabel
  - Vila Leila Maria
  - Parque Nossa Senhora das Graças
  - Vila Monte Carlo

- Cara-Cará
  - Jardim Alfredo Ribas Sobrinho
  - Núcleo Barão de Guaraúna
  - Núcleo Santa Bárbara
  - Núcleo Industrial (Distrito Industrial Cyro Martins)
  - Vila Vendrami
- Chapada[2]
  - Santana do Sabará
  - Núcleo Santa Luzia
  - Parque Bonsucesso
  - Parque Bonsucesso ll
  - Vila Congonhas
  - Jardim Bela Vista
  - Parque do Café
  - Jardim Vitória
  - Vila Borato
  - Vila Real
- Periquitos
  - Vila Romana
  - Jardim Santa Edwiges
- Colônia Dona Luíza
  - Vila Rica
  - Vila Maria Otília
  - Vila Sabina
  - Núcleo Santa Maria
  - Núcleo Santa Marta
  - Núcleo Santa Tereza
  - Jardim Ouro Verde
  - Núcleo Cerejeira I/II
- Contorno
  - Núcleo Santa Paula
  - Núcleo Santa Paula Velha
  - Núcleo Santa Paula III
  - Núcleo Santa Terezinha
  - Residencial Campos Elísios
  - Vila Athenas
  - Vila Barcelona
  - Vila Buenos Aires
  - Vila Dom Bosco
  - Vila D. Pedro II
  - Vila Jardim Canaã
  - Vila Parque Auto Estrada
  - Vila Raquel
  - Vila Ricci
  - Vila Roma
  - Vila San Marino
  - Vila Shangrilá
  - Vila Verona

- Jardim Carvalho[2]
  - Núcleo Santa Mônica
  - Vila Tânia Mara
  - Jardim Mezzomo
  - Parque Santa Lúcia
  - Monteiro Lobato
  - Vila Nadal
  - Jardim San Diego[2]
  - Núcleo Baraúna
  - Jardim Aroeiras
- Nova Rússia
  - Vila Cristina
  - Vila Hilgemberg
  - Vila Izabel
  - Santo Antônio
  - Jardim Maracanã
  - Vila Palmeirinha
  - Vila Madureira
- Oficinas
  - Jardim América I/II
  - Vila Estrela
  - Vila Ferroviária
  - Vila Oficinas Taques
  - Vila Cipa
  - Vila Curitiba
  - Vila Pina
  - Vila Belém
  - Vila Pinheiro I/II
  - Vila Guaíra
  - Jardim Europa
  - Jardim Itália
- Neves
  - Vila Ana Rita
  - Vila Mariana
  - Núcleo 31 de Março
  - Jardim Gianna I/II
  - Jardim Florença
  - Núcleo Pitangui
  - Núcleo Rio Verde
  - Jardim Conceição
  - Lagoa Dourada I e II
  - Residencial Londres
  - Jardim Panamá
  - Costa Rica I,II,III
  - Parque das Andorinhas
  - Residêncial Jardim das Flores
- Olarias
  - Jardim Barreto
  - Jardim São Gabriel
  - Vila Sant’ana
  - Jardim Esperança
  - Jardim Alto Alegre
  - Jardim Central
- Órfãs[2]
  - Vila Catarina Miró
  - Vila Elizeu Campos Mello
  - Vila São José
  - Vila Liane[2]
  - Vila Margarida
  - Vila São Luiz
  - Vila Esmeralda[2]
  - Vila Chapecó[2]

- Ronda
  - Vila Moisés Lerner
  - Antunes Duarte
- Uvaranas
  - Vila Hoffman
  - Núcleo David Fedderman
  - Jardim Paraíso
  - Núcleo Pimentel
  - Jardim Brasil
  - Vila Claudionora
  - Vila Marina
  - Vila Deise
  - Vila Vicentina
  - Vila Marumby
  - Vila Berta
  - Dal Col
  - Tropeiros
  - São Francisco
  - Bom Jesus
  - Rubine